# Młyn Krauzego
Młyn Krauzego – pierwszy młyn w Lublinie, powstały w 1881 roku. Jego historia sięga roku 1532, kiedy Zygmunt Stary nadał przywilej na budowę królewskiej papierni.
Młyn (papiernia) wybudowany został w pobliżu Traktu Litewskiego, nieopodal karczmy „Budzyń”. Właścicielem zakładu był Jan Fajfer. Na papierze lubelskim widniał herb Lewart, należący do rodu Firlejów. Papiernia istniała do wojen kozackich, w ich wyniku została doszczętnie zniszczona. W XIX wieku budynki wykupili Adolf i Henryk Krauze i założyli tu pierwszy w Lublinie młyn mączny.